# Чайківка (Подільський район)
Ча́йківка — село Любашівської селищної громади Подільського району Одеської області України. Населення становить 67 осіб.

## Географія
Розташоване за 2 км від автомобільного шляху міжнародного значення М13 (Кропивницький — Платонове — Кишинів).
Через село протікає річка Меланка , ліва притока Тилігулу. На річці у селі створено штучне водоймище для розведення риб.
Біля села, схилі лівого берега річки Меланка, над ставком, існувало поселення бронзового віку.

## Історія
Під час організованого радянською владою Голодомору 1932—1933 років померло щонайменше 6 жителів села.
Колишній орган місцевого самоврядування — Боківська сільська рада.
12 червня 2020 року, відповідно до Розпорядження Кабінету Міністрів України від № 724-р «Про визначення адміністративних центрів та затвердження територій територіальних громад Одеської області», увійшло до складу Любашівської селищної громади.
19 липня 2020 року, в результаті адміністративно-територіальної реформи і ліквідації Любашівського району, село увійшло до складу новоутвореного Подільського району.

## Населення
Згідно з переписом УРСР 1989 року чисельність наявного населення села становила 82 особи, з яких 37 чоловіків та 45 жінок.
За переписом населення України 2001 року в селі мешкало 67 осіб.

### Мова
Розподіл населення за рідною мовою за даними перепису 2001 року:
| Мова       | Відсоток |
| ---------- | -------- |
| українська | 97,01 %  |
| молдовська | 2,99 %   |